# 神鉄スイミングスクール
神鉄スイミングスクール（しんてつスイミングスクール、英: Shintetsu Swimming School）は、神戸電鉄が運営するスイミングスクール。

## 沿革

### スイミングスクールの建設
神戸電鉄・神鉄エンタープライズでは、1982年（昭和57年）より北鈴蘭台第3次住宅地（1,025区画）の販売を開始し、第1次・第2次販売分（990区画）と合わせると、約2,000区画のニュータウンが形成されつつあった。
これら自社住宅地の開発にあわせ、神戸電鉄では、北鈴神鉄ビル（1974年）、北鈴神鉄駅ビル（1981年）、神鉄一番街北鈴店（阪急百貨店提携のストア、現：神鉄食彩館北鈴店、1981年）の開設や、神鉄バスの路線新設・延長（1979年・1984年）を行い、生活環境の充実化を図ってきた。
この一環として、北鈴蘭台駅北側の神戸電鉄の線路上にスイミングスクールを開設する計画が持ち上がり、1982年（昭和57年）10月にスイミングスクール建物の建設工事が開始された。県道16号明石神戸宝塚線に隣接する神戸電鉄の鉄道線路の直上に、わが国2例目の竹中工務店軌道上自動化トラベリング工法で建設され、9か月の工期を経て1983年（昭和58年）6月に完成した。
このスイミングスクールの完成により北鈴蘭台駅は、神鉄エンタープライズ駐車場・北鈴神鉄ビル・スイミングスクールに約160 mにわたって線路上を覆われ、地下駅に近い堀割駅構造になった。
完成した地上2階建ての建物は「北鈴神鉄駅ビル」と命名され、2階にスイミングスクール、1階に太陽神戸銀行（→太陽神戸三井銀行→さくら銀行→現：三井住友銀行）が入居した。

### 阪急スイミングスクールとして開業
スイミングスクールは阪急スポーツ企画（阪急・神鉄の合弁会社）の運営で開業し、「阪急スイミングスクール北鈴蘭台」の名称で開校。同社のスイミングスクールは「阪急スイミング西鈴蘭台（神戸電鉄社有地に1977年開校）」に次いで2校目であった。
運営会社の阪急スポーツ企画は設立当初より神戸電鉄も出資する企業であり、1991年（平成3年）度からは正式に神戸電鉄グループに加盟していたが、1993年（平成5年）2月にフィットネスクラブを手掛けるオキシー（阪急系）と合併、「阪急スイミングスクール北鈴蘭台」もオキシーによる運営となって一時は神戸電鉄と資本関係が無いスイミングスクールとなっていた。

### 神鉄スイミングスクールへの改称
株式会社オキシーはその後も神鉄・阪急沿線のスイミングスクール・フィットネスクラブを運営していたが、同社の親会社である阪急電鉄では「阪急新世紀グループビジョン」に基いて同事業からの事業撤退を2003年（平成15年）5月8日に表明。同年8月1日より「 大手の会社に引継ぐことが会員の皆さまにとってもメリットが大きい 」との考えのもと、 梅田・川西・高槻・上新庄校をコナミスポーツに、北鈴蘭台校を神戸電鉄に譲渡することを明らかにした。
これにより2003年（平成15年）8月1日、名称を「神鉄スイミングスクール」に改称して再開業した。
さらに2011年（平成23年）11月1日、御影校を開校している。

## 施設

### 神戸電鉄・神鉄スイミングスクール
- 開業日 - 1983年（昭和58年）6月29日
- 所在地 - 〒651-1142 兵庫県神戸市北区甲栄台1丁目1-5
- 営業時間 - 月 - 金：9:00 - 21:30（土日は異なる）
- 送迎バス - 自社分譲地・谷上・ひよどり台等から神鉄バスの路線がある（生徒のみ乗車可能）。

### 神戸電鉄・御影スイミングスクール
- 開業日 - 2011年（平成23年）11月1日
- 所在地 - 〒658-0054 兵庫県神戸市東灘区御影中町4丁目1-29
- 営業時間 - 9:30 - 21:00（土日は異なる）